# Рабочий переулок (Владикавказ)
Рабо́чий переулок — переулок во Владикавказе, Северная Осетия, Россия. Переулок располагается в Промышленном муниципальном округе Владикавказа между улицами Николаева и Тельмана. Начинается от улицы Николаева.
Переулок сформировался в первой половине XX века. 18 мая 1954 года Орджоникидзевский городской совет присвоил переулку, между кварталом 558 с южной стороны и домами Управления Орджоникидзевской железной дороги с северной стороны, наименование «Рабочий переулок».